# Jesper Christensen
Jesper Christensen (ur. 16 maja 1948 w Kopenhadze) – duński aktor filmowy, występował w roli pana White’a w 21, 22 oraz 24 filmie z serii o Jamesie Bondzie: Casino Royale, Quantum of Solace i Spectre.

## Filmografia
- Kamuflaż (Russiske sangerinde, Den, 1993) jako Castensen
- W Chinach jedzą psy (I Kina spiser de hunde, 1999) jako Bartender
- Świat Zofii (Sofies verden, 1999) jako Søren Aabye Kierkegaard
- Włoski dla początkujących (Italiensk for begyndere, 2000) jako ojciec Olympii
- Klaszcząc jedną ręką (At klappe med een hånd, 2001) jako H.C. Kroyer
- Nieznośni smarkacze (Møgunger, 2003) jako JB
- Arven (2003) jako Holger Andersen
- Co/Ma (2004) jako Weissman
- Objawienia (Revelations, 2005) jako Torvald Eklind
- Tłumaczka (The Interpreter, 2005) jako Nils Lud
- Drabet (2005) jako Carsten
- Shaking Dream Land  (2006) jako George
- Casino Royale (2006) jako pan White
- Quantum of Solace (2008) jako pan White
- Spectre (2015) jako pan White